# Ида (приток Виги)
Ида — река в России, протекает по Бабушкинскому району Вологодской области и Чухломском районе Костромской области. Устье реки находится в 35 км по левому берегу реки Вига. Длина реки составляет 110 км, площадь водосборного бассейна 1040 км².
Исток Иды находится в Бабушкинском районе Вологодской области к юго-западу от деревни Княжево в лесном массиве. В верхнем течении петляет по заболоченному ненаселённому лесу, в среднем течении протекает посёлок Ида и железнодорожную станцию в нём. Ниже, за посёлком Кордон некоторое время образует границу между Вологодской и Костромской областями, затем втекает на территорию Чухломского района Костромской области. В 14 км от устья у деревни Рагозино принимает справа крупнейший приток — Сундобу. Ниже на берегах реки деревни Фомицыно и Савино.
Впадает в Вигу в трёх километрах к северо-востоку от посёлка Вига.

## Притоки (км от устья)
- 9,2 км: ручей Каменка (руч. Чёрный) (пр)
- 14 км: река Сундоба (Семёновка) (пр)
- 27 км: река Пойманга (лв)
- 34 км: ручей Полевой Сивьюг (лв)
- 54 км: ручей Тишков (пр)
- 76 км: река Воза (пр)

## Данные водного реестра
По данным государственного водного реестра России относится к Верхневолжскому бассейновому округу, водохозяйственный участок реки — Унжа от истока и до устья, речной подбассейн реки — Бассей притоков Волги ниже Рыбинского водохранилища до впадения Оки. Речной бассейн реки — (Верхняя) Волга до Куйбышевского водохранилища (без бассейна Оки).
Код объекта в государственном водном реестре — 08010300312110000015099.